# Lorenzo Turrado
Lorenzo Turrado Turrado (Pinilla de la Valdería, León, 20 de septiembre de 1910 - Salamanca, 21 de abril del 2002) fue un canónigo español, catedrático y rector de la Universidad Pontificia de Salamanca entre 1952 y 1964.

## Biografía
Lorenzo Turrado era doctor en Filosofía y Teología por la Universidad Gregoriana de Roma y licenciado en Sagradas Escrituras por el Pontificio Instituto Bíblico. Llegó a la Universidad Pontificia en 1943, donde impartió clases de Sagradas Escrituras en la Facultad de Teología. Además de Rector de la UPSA, el catedrático Lorenzo Turrado fue Canónigo Lectoral de Astorga y Salamanca. Entre sus publicaciones destacan Biblia Sacra iuxta Vulgatam Clementinam de 1946 junto a Alberto Colunga, más conocida como la Colunga-Turrado y  la Biblia Comentada VI. Hechos de los Apóstoles y Epístolas Paulinas (1965).

### Obras
- Colunga, Alberto; Turrado, Lorenzo (1946). Biblia Vulgata (Biblia Sacra iuxta Vulgatam Clementinam) (en latín). Madrid: Biblioteca de Autores Cristianos. p. 1296. ISBN 978-84-7914-021-2.